# Philippe Saint-Sevin
Philippe Saint-Sevin   (1700 - 15 de maig de 1768) fou mestre de capella i violoncelista.
Juntament amb el seu germà major, Pierre Saint-Sevin, va ser un mestre de música de l'església parroquial d'Agen a Aquitània. Sembla dubtós si realment era un sacerdot ordenat o simplement a causa del seu càrrec havia de portar el vestit eclesiàstic, però a partir d'aquesta situació va rebre el nom d'Abbé Cadet.
Més tard, ell i el seu germà van renunciar a l'església i van anar a París, on van obtenir compromisos a la Gran Ópera (1727); aviat va ser nomenat primer violoncel·lista, càrrec que va ocupar fins a la seva jubilació el 1767. També va tocar a l'orquestra. del Concert Spirituel des dels anys 1740 fins al 1762, i també va ser membre de la musique de la chambre de la cort francesa des del 1753 aproximadament fins a la seva mort.
Tant Philippe com Pierre eren excel·lents intèrprets, però Philippe sembla haver estat el més celebrat de tots dos, i ha estat especialment notable pel seu bonic to. Es diu que s'ha degut en gran manera a la impressió produïda per la seva interpretació que la viola da gamba va caure cada vegada més en desús i el violoncel es va introduir més àmpliament.
Va ser el pare del violinista Joseph-Barnabé Saint-Sevin, dit Abbé le Fils.